# Peur d'Internet
La peur d’Internet est une technophobie liée aux techniques informatiques en réseau.

## Néologismes
La peur ou la haine d’Internet n’ayant pas de mot officiel pour la désigner, de nombreux néologismes apparaissent :
- webophobie[1]
- moranoïa[2], d’autres dérivés de personnalités politiques
- netophobie[3]
- antiweb[4]

## Éléments de langage
D'autres éléments de langage peuvent être reliés à la peur d'Internet.
- « Internet Civilisé » : cet élément de langage sous-entend qu'Internet dans son état actuel n'est pas civilisé. Celui qui l'utilise estime donc urgent de le "civiliser". La Chine fut le premier pays à utiliser cet euphémisme pour parler de la censure des informations circulant sur Internet[5].

## Citations notoires

### France
- Denis Olivennes : « Internet, c’est le tout-à-l’égout de la démocratie »[6]
- Jacques Séguéla : « Le Net est la plus grande saloperie qu’aient jamais inventée les hommes ! C’est Dieu vivant ! Car le net permet à tous les hommes de communiquer avec les autres hommes. En quelques secondes, le Net peut détruire une réputation ! »[7]
- Frédéric Lefebvre : « L’absence de régulation financière a provoqué des faillites. L’absence de régulation du Net provoque chaque jour des victimes ! Combien faudra-t-il de jeunes filles violées pour que les autorités réagissent ? Combien faudra-t-il de morts à la suite de l’absorption de faux médicaments ? Combien faudra-t-il d’adolescents manipulés ? Combien faudra-t-il de bombes artisanales explosant aux quatre coins du monde ? Combien faudra-t-il de créateurs ruinés par le pillage de leurs œuvres ? Il est temps, mes chers collègues, que se réunisse un G20 du Net qui décide de réguler ce mode de communication moderne envahi par toutes les mafias du monde. »[8]
- Nadine Morano : le clip caricatural des dangers d’Internet du secrétariat d’État à la Famille[9]